# Ferdinand Johann Wiedemann
Ferdinand Johann Wiedemann (Haapsalu, 1805. március 30. – Szentpétervár, 1887. december 29.) balti német nyelvész, finnugrista

## Élete
Felmenői német és svéd származásúak voltak, apja udvari hivatalnok volt. Középiskolai tanulmányait 1821-ben fejezte be Tallinnban, ezután 1824 és 1826 közt a Tartui Egyetemen tanult. Iskolái végeztével előbb Jelgavában ókori nyelveket tanított, majd 1837 és 1857 közt a tallinni gimnáziumban (ahol diák volt) mint ógörög tanár és könyvtáros dolgozott. Itt kezdett foglalkozni az észt nyelv észt és más finnugor nyelvekkel. 1854-ben a Szentpétervári Tudományos Akadémia levelező, 1857-ben rendes tagjává választották. 1857-ben Szentpétervárra költözött, ahol haláláig folytatta tudományos munkáját.
Wiedemann 1869-ben megjelent észt-német szótárának (Ehstnisch-deutsches Wörterbuch) nagy jelentősége volt a modern észt nyelv kialakulásában. A munka sok éves terepmunkán alapult, s a maga nemében sokáig a legalapvetőbb szakmunkának számított. 1875-ben adta ki az észt nyelv nyelvtanát (Grammatik der Ehstnischen Sprache), amely hozzájárult az egységes észt nyelvtan kialakulásához. Más finnugor nyelveket is kutatott, ő a szerzője a komi nyelvről szóló Versuch einer Grammatik der syrjänischen Sprache nach dem in der Übersetzung des Evangelium Matthäi gebrauchten Dialekte (1847) és a cseremisz nyelvről szóló Versuch einer Grammatik der tscheremissischen Sprache nach dem in der Evangelien Übersetzung von 1821 gebrauchten Dialekte (1847) című műveknek. Érdekelték az észtországi néprajzi megfigyelések is, e munkájának eredménye az 1876-ban megjelent Aus dem inneren und äusseren Leben der Ehsten című kötet. Észtországban 1989 óta osztanak ki róla elnevezett nyelvészeti díjat.

## Fordítás
- Ez a szócikk részben vagy egészben  a   Ferdinand Wiedemann című német Wikipédia-szócikk ezen változatának fordításán alapul.  Az eredeti cikk szerkesztőit annak laptörténete sorolja fel. Ez a jelzés csupán a megfogalmazás eredetét és a szerzői jogokat jelzi, nem szolgál a cikkben szereplő információk forrásmegjelöléseként.